# آیرین (خواننده)
بائه جو-هیون (به کره‌ای: 배주현) (زاده ۲۹ مارس ۱۹۹۱) که بیشتر با نام هنری آیرین (به کره‌ای: 아이린) شناخته می‌شود، خواننده، رپر و بازیگر اهل کره جنوبی است. او لیدر گروه دخترانه رد ولوت است. او به همراه این گروه در سال ۲۰۱۴ به عنوان لیدر گروه شروع به کار کرد. او در موزیک ویدیو ۱-۴-۳ هنری لاو نقش بازی کرده است. و همراه با کریستال و سولی از اف (اکس) وارد کمپانی اس.ام انترتینمنت شده است. در آهنگ "شادی" به رنگ صورتی و سرخ شناخته می‌شود. قبل از آغاز کار برای مجله های "سلبریتی" و "اوه پسر!" عکس برداشته است. همچنین یکی از اعضای اس ام روکیز بوده است. و حتی به نظرش اصلا زمان خوبی برای شروع به کار رد ولوت نبوده است.